# The Pleiades
The Pleiades är en bergstopp i Antarktis. Den ligger i Östantarktis. Nya Zeeland gör anspråk på området. Toppen på The Pleiades är 2 706 meter över havet.
Terrängen runt The Pleiades är varierad. Trakten är obefolkad. Det finns inga samhällen i närheten.